# بوب ولكوت
بوب ولكوت (بالإنجليزية: Bob Wolcott) هو لاعب كرة قاعدة أمريكي، ولد في 8 سبتمبر 1973 في شاطئ هنتنغتون في الولايات المتحدة.

## وصلات خارجية
- بوب ولكوت على موقع الدوري الياباني لكرة القاعدة (الإنجليزية)
- بوب ولكوت على موقعبيزبول رفرنس.كوم (الدوري الرئيسي) (الإنجليزية)
- بوب ولكوت على موقعبيزبول رفرنس.كوم (الدوري الثانوي) (الإنجليزية)
- بوب ولكوت على موقع مشجعي الرسوم البيانية (الإنجليزية)